# Overdose (cheval)
Pour les articles homonymes, voir Overdose (homonymie).
Overdose (2005-2015) est un cheval de course de plat de race pur-sang. Spécialiste du sprint, il est considéré comme une star nationale en Hongrie.

## Carrière de course
Né en Angleterre, Overdose ne soulève guère d'enthousiasme lors de son passage sur le ring des ventes de yealirngs de Tattersalls en décembre 2006 : 2 000 guinées, le prix le plus bas parmi les centaines de yearlings proposés à la vente, suffisent à Zoltán Mikóczy pour l'acquérir, une bouchée de pain quand certains déboursent des millions pour des poulains d'un an et demi qui ne verront pas un hippodrome avant l'année suivante. L'heureux enchérisseur confiera ensuite avoir levé la main par amusement, persuadé que le poulain ne serait pas cédé à un prix si ridicule, et s'est retrouvé ainsi, par hasard, propriétaire d'un pur-sang dont ses éleveurs cherchaient surtout à se débarrasser à tout prix. Personne ne veut de ce poulain au modèle disgracieux qui, de l'aveu même de ses éleveurs-vendeurs, ressemble "à une voiture ayant trois pneus crevés". 
Overdose fait ses débuts en Hongrie à 2 ans, en juin 2007. Complètement déclassé, il s'impose par 18 longueurs, un écart surréaliste, surtout sur 1 000 mètres. Ses victoires suivantes, toutes ridicules de facilité, montrent que le poulain n'est pas du même métal que les coursiers sans gloire des modestes hippodromes hongrois, slovaques ou autrichiens sur lesquels il se produit[Quoi ?]. Après une rentrée en forme de promenade de santé en avril 2008, Overdose doit à présent se frotter à des concurrents d'un autre calibre, mais son entourage ne grille pas les étapes. D'abord une Listed, en Allemagne : le poulain ne fait qu'une bouchée de ses adversaires. Après un galop d'entraînement en Slovaquie, il revient en Allemagne pour disputer un groupe 3, le Hamburg Trophy : il y remporte sa neuvième victoire en autant de sortie. L'écart n'est plus le même à l'arrivée (une longueur et demie), mais Overdose prouve qu'il a l'étoffe pour se confronter aux bons sprinters européens. Son succès, plus net encore, dans le Goldene Peitsche, un groupe 2 disputé à Baden-Baden, le confirme.  

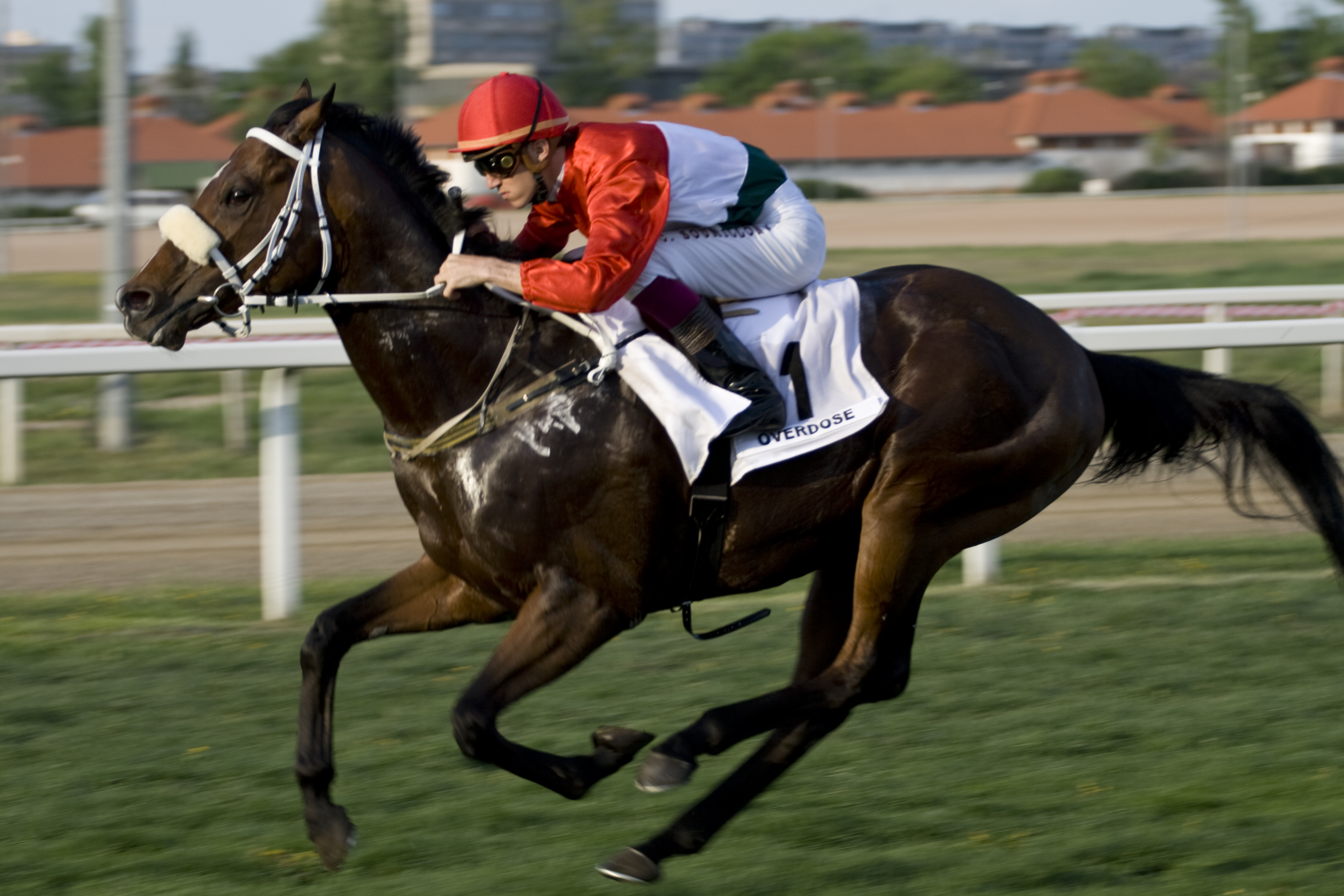
Overdose et Christophe Soumillon dans la OTP-Hungária Cup, le 19 avril 2009

En octobre 2008, Overdose frappe à la porte des tous meilleurs en s'alignant dans le Prix de l'Abbaye de Longchamp, l'un des grands rendez-vous du sprint européen. Le favori en est le Français Marchand d'Or, qui reste sur des succès de prestige dans la July Cup et le Prix Maurice de Gheest, tandis que Overdose est un véritable objet de curiosité. Mais la bombe hongroise sera victime d'un invraisemblable et rarissime incident : tandis que les bolides s'élancent sur les 1 000 mètres en ligne droite du parcours, la stalle du Britannique Fleeting Spirit, l'un des favoris de la course, reste obstinément fermée. Faux départ. Les jockeys sont rappelés, et celui de Marchand d'Or reprend aussitôt son partenaire. Mais Andreas Suborics, le jockey allemand d'Overdose, n'a rien remarqué et, le nez dans le guidon, file au poteau avec une partie du peloton. Il s'impose, brillamment, en ayant approché, avec un chrono de 54"40, le record de l'épreuve détenu par Habibti depuis 1983 (54"30). Suborics jubile, mais il est bien le seul : la course est annulée, elle sera recourue en fin de réunion. Overdose aura sprinté vite, mais pour rien : son entourage renonce à lui faire reprendre un départ à quelques heures d'intervalle, et Overdose restera un platonique vainqueur de groupe 1. C'est Marchand d'Or qui remporte la "vraie" course, et inscrit son nom au palmarès. Mais qui sait si ce jour-là, le meilleur sprinter d'Europe n'était pas un ovni venu de Hongrie. Après cette terrible déconvenue, Overdose redescend de quelques étages pour remporter, comme à la parade, un groupe 3 italien. 10 longueurs à l'arrivée. En fin de saison, il décroche un rating Timeform de 126, et la FIAH lui décerne un 120 : dans les bilans mondiaux, le voilà donc classé le meilleur 3 ans du monde sur sprint, et le quatrième (selon Timeform) ou sixième (selon la FIAH) meilleur sprinter du monde, tous âges confondus.  
Overdose fait son retour à 4 ans à domicile, à Kincsem Park, où se pressent 20 000 spectateurs quand le vétuste hippodrome de Budapest, voué à la destruction, accueille tout au plus un petit millier de spectateurs les jours de fêtes. Associé au jockey-star Christophe Soumillon, venu spécialement pour le monter, s'impose facilement. Ce jour-là, le New York Times lui consacre un article et le surnomme "le Seabiscuit hongrois". Mais Overdose ne reverra pas de sitôt un hippodrome : souffrant de fourbure, il doit interrompre sa carrière[non neutre] durant 15 mois, une éternité pour un pur-sang.    
Durant cette longue éclipse, Overdose change d'entraîneur, passant des boxes de Sándor Ribárszki à ceux de József Roszival. Deux courses de remise en jambes en Slovaquie et en Hongrie, et le voilà qui repart au combat en Allemagne, pour défendre son titre dans le Golden Peitsche. Mais tout se passe mal : Overdose fait d'énormes difficultés pour rentrer dans sa stalle, éjecte Christophe Soumillon fois, et durant huit interminables minutes gaspille toute son énergie avant même la course. Lorsqu'enfin le starter libère les chevaux, il n'a plus rien à donner et termine septième, bien battu. Overdose vient de perdre son invincibilité, et rentre marqué par cette course où, sur un autre hippodrome aux règles plus strictes, il aurait été d'autorité déclaré non partant.   
Avril 2010, Overdose est de retour. Une victoire trop facile dans les jambes, il s'en va défier défier sur leurs terres les maîtres anglais du sprint[non neutre]. Le Hongrois a beau bien se défendre, la marche est cette fois trop haute pour lui, qui montre ses limites et peut-être qu'il est désormais moins tranchant à 5 ans. Il est nettement battu dans les Temple Stakes et les King's Stand Stakes, mais au moins son entourage aura pu participer au meeting royal d'Ascot, une première pour un cheval d'Europe de l'Est, et pour cela fait la une de quatre quotidiens en Hongrie. De nouveau blessé, il passe la majeure partie de la saison au box avant de reparaître en Italie, dans le Premio C. e F. Aloisi, qu'il avait remporté deux ans plus tôt. Monté par la star des jockeys Frankie Dettori, il s'impose sans forcer.    
Overdose ne courra plus. Envoyé à Dubaï pour y disputer les grandes épreuves de début de saison, il se blesse sérieusement durant sa préparation. Ainsi s'achève la carrière du plus fameux cheval de course hongrois depuis la légendaire Kincsem qui conquit l'Europe au XIXe siècle.    

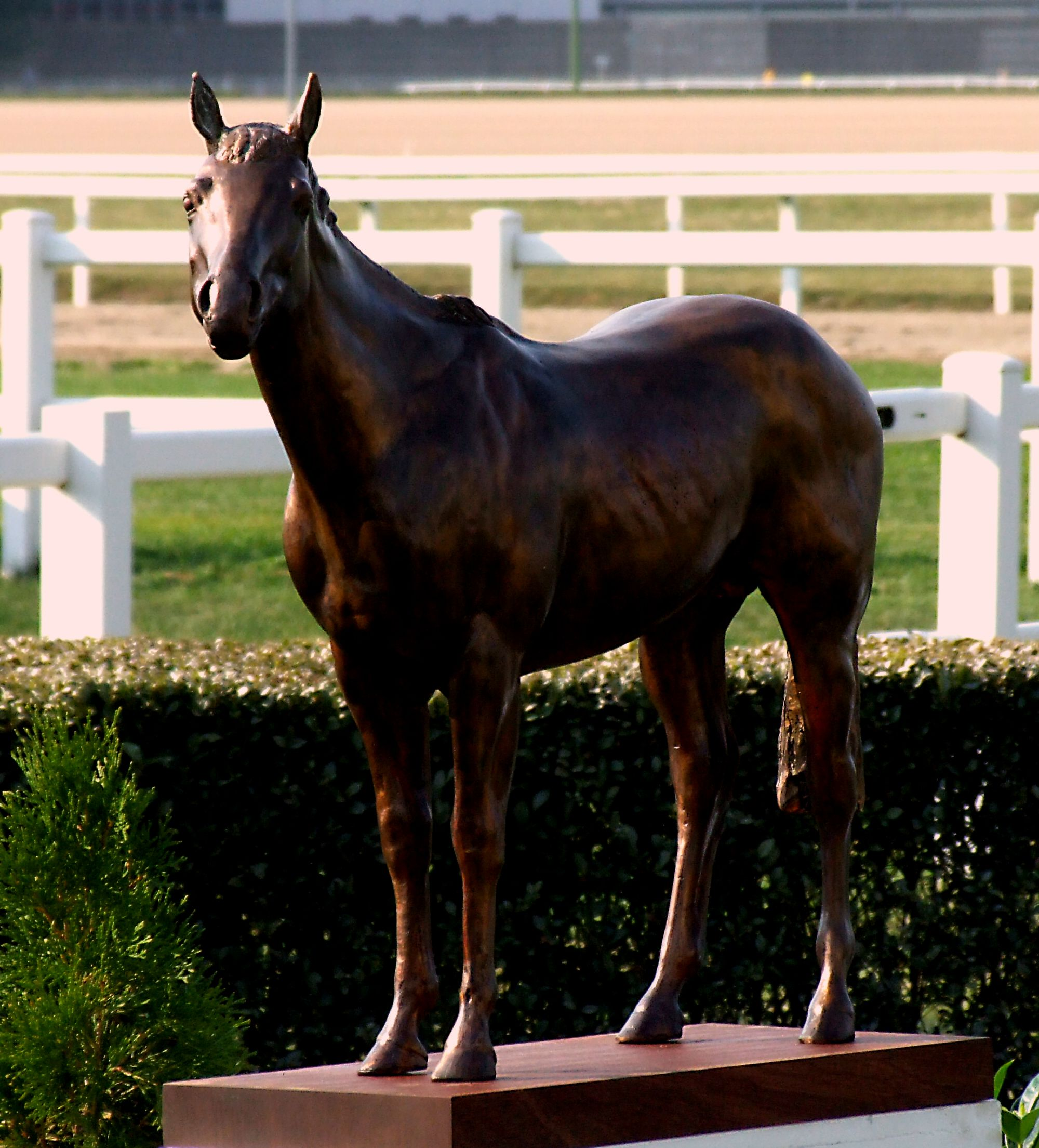
Statue de Overdose

### Résumé de carrière
| Date         | Hippodrome    | Pays        | Course                        | Statut      | Distance    | Jockey               | Place       | Écart       | Vainqueur ou deuxième |
| 2007, 2 ans  | 2007, 2 ans   | 2007, 2 ans | 2007, 2 ans                   | 2007, 2 ans | 2007, 2 ans | 2007, 2 ans          | 2007, 2 ans | 2007, 2 ans | 2007, 2 ans           |
| ------------ | ------------- | ----------- | ----------------------------- | ----------- | ----------- | -------------------- | ----------- | ----------- | --------------------- |
| 2 juin       | Kincsem Park  | Hongrie     | 2yo – cat. IV.                |             | 1 000 m     | Martin Srnec         | 1er / 7     | 18          | Femme Fatale          |
| 22 juillet   | Závodisko     | Slovaquie   | Cena Muscatita – cat. I.      |             | 1 200 m     | Martin Srnec         | 1er / 9     | 6           | Addison               |
| 9 septembre  | Freudenau     | Autriche    | Graf N. Esterhazy Mem.        |             | 1 200 m     | Piotr Krowicki       | 1er / 8     | 13          | Ceodora               |
| 30 septembre | Kincsem Park  | Hongrie     | Szent László Díj              | Grade 2     | 1 400 m     | Martin Srnec         | 1er / 6     | 16          | Over Play             |
| 21 octobre   | Magna Racino  | Autriche    | CE Challenge Cup Fut.         | Grade 1     | 1 300 m     | Zdenko Smida         | 1er / 6     | 8           | Over Play             |
| 2008, 3 ans  |               |             |                               |             |             |                      |             |             |                       |
| 6 avril      | Magna Racino  | Autriche    | Preis vom Marchfeld – cat. I. |             | 1 100 m     | Piotr Krowicki       | 1er / 8     | 6           | Special Key           |
| 18 mai       | Baden Baden   | Allemagne   | Lanson Cup                    | Listed      | 1 200 m     | Piotr Krowicki       | 1er / 10    | 9           | Laokoon               |
| 1er juin     | Závodisko     | Slovaquie   | Cena Min. Pod. Slov. Rep.     | Grade 3     | 1 200 m     | Piotr Krowicki       | 1er / 8     | 8           | Városbíró             |
| 5 juillet    | Hambourg      | Allemagne   | Hamburg Trophy                | Gr. 3       | 1 200 m     | Andreas Suborics     | 1er / 9     | 1 ½         | Abbadjinn             |
| 31 août      | Baden Baden   | Allemagne   | Goldene Peitsche              | Gr. 2       | 1 200 m     | Andreas Suborics     | 1er / 6     | 2 ½         | Abbadjinn             |
| 5 octobre    | Longchamp     | France      | Prix de l'Abbaye de Longchamp | Gr. 1       | 1 000 m     | Andreas Suborics     | (1er / 18)  |             | (Strike Up The Band)  |
| 16 novembre  | Capanelle     | Italie      | Premio C. e F. Aloisi         | Gr. 3       | 1 200 m     | Andreas Suborics     | 1er / 16    | 10          | Black Mambazo         |
| 2009, 4 ans  |               |             |                               |             |             |                      |             |             |                       |
| 19 avril     | Kincsem Park  | Hongrie     | OTP-Hungária Nagydíj          | Grade 1     | 1 200 m     | Christophe Soumillon | 1er / 8     | 8           | Spinning Crystal      |
| 2010, 5 ans  |               |             |                               |             |             |                      |             |             |                       |
| 18 juillet   | Závodisko     | Slovaquie   | Cena Mysa                     | Listed      | 1 200 m     | Gary Hind            | 1er / 10    | 1/2         | Boschka               |
| 15 août      | Kincsem Park  | Hongrie     | Pannónia Életbiztosító Díj    | Listed      | 1 200 m     | Gary Hind            | 1er / 9     | 10          | Spinning Crystal      |
| 29 août      | Baden Baden   | Allemagne   | Goldene Peitsche              | Gr. 2       | 1 200 m     | Christophe Soumillon | 7e / 12     | 5 ½         | Amico Fritz           |
| 2011, 6 ans  |               |             |                               |             |             |                      |             |             |                       |
| 17 avril     | Hoppegartener | Allemagne   | Hoppegartener Fliegerpreis    |             | 1 000 m     | Andreas Suborics     | 1er / 9     | 6           | Shot To Nothing       |
| 21 mai       | Haydock       | Royaume-Uni | Temple Stakes                 | Gr. 2       | 1 000 m     | Andreas Suborics     | 7e / 12     | 4           | Sole Power            |
| 14 juin      | Ascot         | Royaume-Uni | King's Stand Stakes           | Gr. 1       | 1 000 m     | Andreas Suborics     | 4e / 19     | 1 ½         | Prohibit              |
| 13 novembre  | Capanelle     | Italie      | Premio C. e F. Aloisi         | Gr. 3       | 1 200 m     | Frankie Dettori      | 1er / 12    | 1/2         | Dagda Mor             |

## Au haras
Overdose intègre le haras national de Hongrie, avant d'être transféré en Allemagne l'année suivante, à Vollblutgestüt Lindenhof. Ses origines modestes ne laissent pas augurer d'un grand succès au stud, et il fait la monte pour 4 000 € en 2015, l'année où il meurt, le 1er juin, victime d'une crise de coliques. Il eut peu de produits, et le meilleur fut Cirfandli, classique en Hongrie et placé au niveau Listed en Italie. 

## Origines
Le pedigree d'Overdose, curieusement, ne laisse théoriquement envisager guère de prédisposition à la vitesse et à la précocité. C'est un fils de l'Anglais Starborough, l'un des meilleurs poulains de sa génération sur le mile, vainqueur des St. James's Palace Stakes et du Prix Jean Prat. Modeste étalon, il faisait la monte en France, à 5 000 euros la saillie, lorsqu'il rencontra Our Poppet. Cette jument, qui ne parut qu'une fois en piste, sans pouvoir se distinguer, s'est avérée une honorable poulinière, dont neuf des quinze produits ont passé le poteau en tête, et parmi eux, outre Overdose, deux se sont distingués au niveau Listed. Our Poppett est issue d'une assez famille vivante, puisqu'elle est la sœur de la bonne Musicanna (par Cape Cross), lauréate des Atalanta Stakes, deuxième des Princess Elizabeth Stakes (Gr.3) et troisième des Falmouth Stakes et des Sun Chariot Stakes La deuxième mère, Upend, avait quant à elle remporté les St. Simon Stakes (Gr.3) et terminé deuxième des Princess Royal Stakes (Gr.3). Cette ascendance maternelle passe par la championne Gladness (la cinquième mère d'Overdose), qui dans les années  50 gagna la Gold Cup et les Irish Champion Stakes, se classa deuxième des King George et traça remarquablement au haras puisqu'on la retrouve dans les lignées de Royal Gait (Prix du Cadran, Prix Royal Oak) ainsi que des Australiens Taj Eclipse (Australian Oaks) ou Fawkner (Caulfield Cup, Caulfield Stakes, Makybe Diva St, deuxième du Cox Plate).  

### Pedigree
| Origines de Overdose (GB), mâle bai né en 2005 | Origines de Overdose (GB), mâle bai né en 2005 | Origines de Overdose (GB), mâle bai né en 2005 | Origines de Overdose (GB), mâle bai né en 2005 |
| ---------------------------------------------- | ---------------------------------------------- | ---------------------------------------------- | ---------------------------------------------- |
| Père Starborough 1994                          | Soviet Star 1984                               | Nureyev                                        | Northern Dancer                                |
| Père Starborough 1994                          | Soviet Star 1984                               | Nureyev                                        | Special                                        |
| Père Starborough 1994                          | Soviet Star 1984                               | Veruschka                                      | Venchi                                         |
| Père Starborough 1994                          | Soviet Star 1984                               | Veruschka                                      | Marie d'Anjou                                  |
| Père Starborough 1994                          | Flamenco Wave 1986                             | Desert Wine                                    | Damascus                                       |
| Père Starborough 1994                          | Flamenco Wave 1986                             | Desert Wine                                    | Anne Campbell                                  |
| Père Starborough 1994                          | Flamenco Wave 1986                             | Armada Way                                     | Sadair                                         |
| Père Starborough 1994                          | Flamenco Wave 1986                             | Armada Way                                     | Hurry Call                                     |
| Mère Our Poppet 1997                           | Warning 1985                                   | Known Fact                                     | In Reality                                     |
| Mère Our Poppet 1997                           | Warning 1985                                   | Known Fact                                     | Tamerett                                       |
| Mère Our Poppet 1997                           | Warning 1985                                   | Slightly Dangerous                             | Roberto                                        |
| Mère Our Poppet 1997                           | Warning 1985                                   | Slightly Dangerous                             | Where You Read                                 |
| Mère Our Poppet 1997                           | Upend 1985                                     | Main Reef                                      | Mill Reef                                      |
| Mère Our Poppet 1997                           | Upend 1985                                     | Main Reef                                      | Lovely Light                                   |
| Mère Our Poppet 1997                           | Upend 1985                                     | Gay Charlotte                                  | Charlottown                                    |
| Mère Our Poppet 1997                           | Upend 1985                                     | Gay Charlotte                                  | Merry Mate (famille 7-a)                       |